# نیکوفورانوز
نیکوفورانوز (انگلیسی: Nicofuranose) نوعی ترکیب شیمیایی است که در ساختار خود دارای سی عدد اتم کربن می باشد.